# B̤
B̤ (minuscule : b̤), appelé  B tréma souscrit, est un graphème utilisé dans la romanisation ALA-LC du sindhi. Elle est composée de la lettre B diacritée d’un tréma souscrit.

## Utilisation
Dans la romanisation ALA-LC du sindhi, le b tréma souscrit ‹ b̤ › translitère le beaʾ ‹ ٻ › de l’écriture arabe ou le b̤a ‹ ॿ › de la devanagari, représentant une consonne occlusive injective bilabiale voisée [ɓ]. Par exemple, ‹ ٻارُ › (« enfant ») est romanisé ‹ b̤āru ›.

## Représentations informatiques
Le B tréma souscrit peut être représenté par les caractères Unicode suivants :
- décomposé (latin de base, diacritiques) :

| formes    | représentations | chaînes de caractères | points de code | descriptions                                         |
| --------- | --------------- | --------------------- | -------------- | ---------------------------------------------------- |
| capitale  | B̤               | B◌̤                    | U+0042 U+0324  | lettre majuscule latine b diacritique tréma souscrit |
| minuscule | b̤               | b◌̤                    | U+0062 U+0324  | lettre minuscule latine b diacritique tréma souscrit |

## Sources
- Sindhi (in Arabic script), ALA-LC Romanization table, 1997.